# آرنو مونتبورغ
آرنو مونتبورغ سياسي فرنسي ولد عام 1962، وهو بالأساس محام، وكان قد انتمى إلى الحزب الاشتراكي الفرنسي وأصبح وزيرا.
انضم آرنو للحزب الاشتراكي سنة 1985. حيث بدأ العمل في الجمعية الوطنية الفرنسية.

## السيرة الذاتية

### الطفولة، الدراسة والعائلة
آرنو هو ابن ميشيل موتنبرغ الذي ازداد سنة 1933 في منطقة أوتين، أما أمه فهي ليلى ولد قاضي والتي ازدادت في وهران سنة 1939، كانت أستاذة جامعية للغة الإسبانية، كما كانت كاتبة مقالات. والدها هو السيد خرميش ولد قاضي من أسرة عربية في منطقة ولي التابعة للجزائر.
استقر آرنو في منطقة فكسين التابعة لإقليم كوت دور، أكمل دراسته الإعدادية في مدرسة بمدينة ديجون، أما دراسته الثانوية فأكملها في أحد مدارس منطقة بروشون، لينتقل بعدها لدراسة القانون سنة 1980 في جامعة بورجوندي القابعة في مدينة ديجون. ثم أكمل دراسته في جامعة باريس 1 - بانتيون سوربون، هناك حصل على شهادة الليسانس تخصص القانون. وسرعان ما ولج إلى معهد الدراسات السياسية بباريس . ثم حاول اجتياز الاختبار الكتابي والشفوي قصد الولوج للمدرسة الوطنية للإدارة لكنه فشل في ذلك. وقبل فترة قصيرة من قيامه بواجبه الوطني أي التجنيد الإجباري، التحق بنادي لوران فابيوس (الفضاء 89). 
قام آرنو بواجبه الوطني من ديسمبر 1985 إلى ديسمبر 1986.
تزوج آرنو في 31 ماي 1997.

### المحاماة
بدأ آرنو مسيرته الوظيفية كمحامي سنة 1990، حيث شارك في الدفاع عن العديد من القضايا:
- سنة 1992، دافع عن قضية تتعلق بمتجر كارفور.
- سنة 1995، دافع عن كريستيان ديدي المتهم الرئيسي في قتل ريني بوسكت
- سنة 1995 أيضا دافع عن مؤسسة الدفاع الباريسية في قضية نصب واحتيال
- سنة 1996، دافع عن مؤسسة الدفاع في إقليم دوبس.
- سنة 1996، دافع عن قضية تتعلق بمدينة مراكش.

## روابط خارجية
- آرنو مونتبورغ على موقع IMDb (الإنجليزية)
- آرنو مونتبورغ على موقع الموسوعة البريطانية (الإنجليزية)
- آرنو مونتبورغ على موقع مونزينجر (الألمانية)
- آرنو مونتبورغ على موقع ألو سيني (الفرنسية)
- آرنو مونتبورغ على موقع قاعدة بيانات الفيلم (الإنجليزية)